# Burnin' Sneakers
Burnin' Sneakers è il secondo album in studio del gruppo musicale finlandese Bomfunk MC's, pubblicato nel 2002.

## Tracce
1. Super Electric – 3:52
2. Put Ya Hands Up – 3:42
3. Where's the Party At – 4:03
4. Back to Back – 4:09
5. Rockin' with the Best – 4:08
6. Freak It On – 3:45
7. Throw 1 Back at Cha – 3:55
8. Live Your Life – 3:49
9. Kingstep – 3:29
10. Something Goin' On – 3:47
11. We R Atomic – 4:03
12. Steady Rockin' – 3:54

## Classifiche
| Paese     | Posizione più alta |
| --------- | ------------------ |
| Danimarca | 34                 |
| Finlandia | 1                  |
| Norvegia  | 26                 |
| Svezia    | 24                 |